# Кулаковський Лев Володимирович
Лев Володимирович Кулаковський (31 жовтня (12 листопада) 1897, Волочиськ, Старокостянтинівського повіту, Волинської губернії — 24 жовтня 1989, Москва) — радянський музикознавець, фольклорист.

## Біографія
У 1916 поступив на біологічне відділення фізико-математичного факультету Київського університету, яке закінчив у 1922. Потім у Київському театральному технікумі (1923—1924). В 1924—1927 продовжив навчання під керівництвом А. А. Альшванга на науково-теоретичному факультеті Київського музично-драматичного інституту ім. Лисенка.
В 1925—1930 — викладач 5-ї Київської музичної професійної школи та факультету музичного виховання Інституту ім. Лисенка (1926—1929).
З 1930 працював науковим співробітником Державної академії мистецтвознавства.
Співпрацював у журналах «Музична освіта», «Радянська музика», «Радянська етнографія» та ін.
У 1938—1956 брав участь у багатьох музично-фольклорних експедиціях до Брянської, Володимирську, Орловську, Псковську, Рязанську, Ярославську області.

## Наукова діяльність
Автор багатьох книг з теорії музичного виховання, упорядник збірки «Російські, українські та білоруські пісні» (М., 1937), а також статей з питань музичного фольклору, педагогіки, теорії ладового ритму, музичної естетики, в тому числі
- «Ритмика» («Червоний шлях», 1925, № 6—7).
- «К вопросу о строении народных мелодий» («Музыкальное образование», 1928, № 4—5, 6)
- «Анализ выразительности народных мелодий» (там же, 1930, № 6),
- «Опера и звуковое кино» // Советская музыка, 1933, № 4),
- «Диссонанс» (БСЭ, изд. 1-е, т. 64),
- «За массовое творчество в музыкальной самодеятельности» («Музыкальная самодеятельность», 1935, № 1, 3, 4, 5, 6, 7, 1936, № 1),
- «У истоков русской народной музыкальной культуры» (1940, № 10, 12).
- «Кострома» (Советская этнография, 1941, № 1).
- «Песнь о полку Игореве» // Советская музыка, 1946, № 12.
- «Мелодия» (БСЭ, изд. 2-е, т. 27),
- «О восприятии музыки» // Советская музыка, 1956, № 6.
- «Уроки народного творчества» (в кн.: О музыке. М., 1974).

Протягом ряду років займався вивченням ритміки та музичної структури «Слова о полку Ігоревім».

## Вибрані роботи
- Теоретичні основи музичного виховання. Київ, 1930;
- Музична грамота (совм. з Г. Л. Кисельовим). Київ, 1932;
- «Снегурочка». Опера Н. А. Римского-Корсакова. Путеводитель по опере. М., 1933, 4-е изд. 1936;
- Основы музыкальной грамоты (пособие для начинающих). М., 1935;
- Музыкальная грамота (совм. с Г. Л. Киселевым). М., 1934, 2-е изд. 1936;
- Краткий курс музыкальной грамоты. М., 1938;
- Строение куплетной песни. М., 1939;
- «Песнь о полку Игореве»: Проблема воссоздания музыки // Сов. музыка. 1946. № 12. С. 77—89;
- О русском народном многоголосии. М., 1951;
- Искусство села Дорожева. М., 1959, 2-е изд. 1965;
- Музыка как искусство. М., 1960;
- Как научиться читать ноты. М., 1961, 2-е изд. 1963, 3-е изд. 1966;
- Как научиться собирать и записывать народную песню. М., 1962;
- Песня, ее язык, структура, судьбы. М., 1962;
- Из «Слова» песни не выкинуть // Знание — сила. 1973. № 97. С. 30—32;
- За народной мудростью (совм. с Н. Н. Кулаковской). М., 1975;
- Песнь о полку Игореве: Опыт воссоздания модели древнего мелоса. М., 1977.